# Maciço des Cerces
O Maciço des Cerces - Massif des Cerces em francês - é um maciço que faz parte dos Alpes Ocidentais na sua secção dos Alpes Cócios e se encontra repartido pelo Piemonte em Itália e pelo departamento francês de Provença-Alpes-Costa Azul. O ponto mais alto é o Grand Galibier com 3.228 m.

## Situação
Composta por rocha metamórfica e  rocha sedimentar está rodeado pelo maciço da Vanoise a Norte, do Maciço do Monte Cenis a Nordeste, os Alpes_Cócios a Leste, do Maciço do Queyras e Maciço des Écrins a Sul, e pelo Maciço des Arves a Oeste.

## Imagem

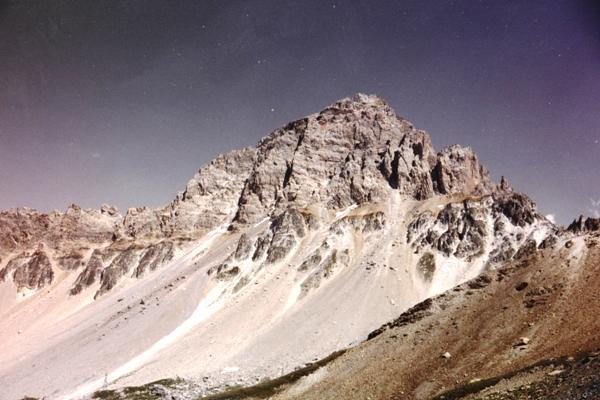
O Grand Galibier
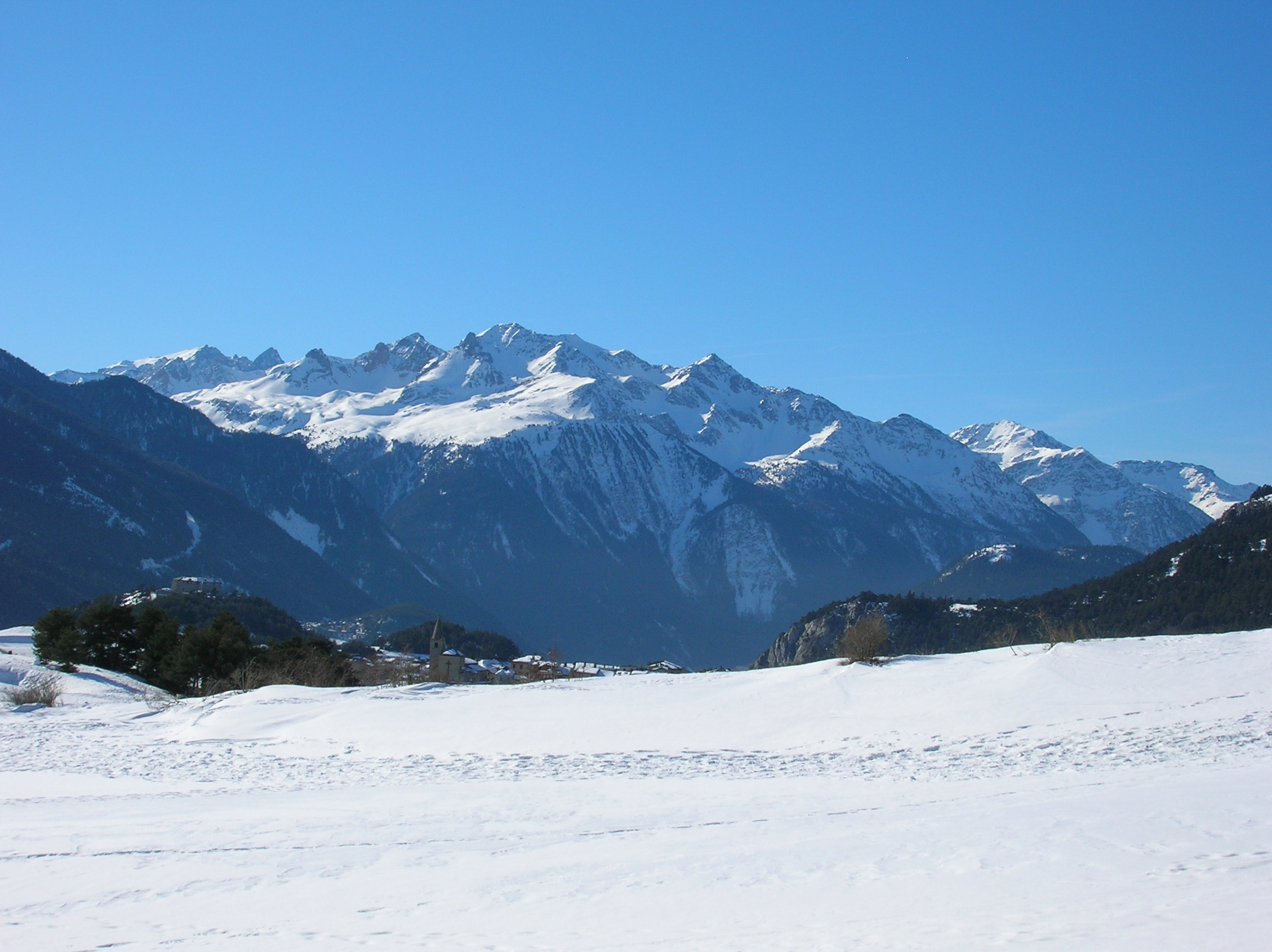
Vertente Norte (Maurienne) do Maciço des Cerces